# Аземмур
Аземмур або Азаммур (араб. أزمور, трансліт. azammūr; бербер. ⴰⵣⵎⵎⵓⵔ, трансліт. azemmur, фр. Azemmour) — місто в Марокко, розташоване на узбережжі Атлантичного океану, на лівому березі річки Умм-ер-Рбія, за 75 км на південний захід від Касабланки. У місті зберіглась середньовічна медина, обнесена стіною із чотирма воротами.

## Етимологія
Назва Аземмур походить від слова «аземмур», що у берберській мові означає «дика оливка».

## Історія
Аземмур зазвичай ідентифікується як пунічна Азама, латинізована як Асама.
Місто було захоплене арабами і ісламізовано у 667 році. Надалі воно постійно перебувало в залежності від різних мусульманських держав, що існували на території Марокко, зокрема, в 1144 було зруйноване Альморавідами під час їх суперництва з Альмохадами. В цей же час в Аземмурі жив мусульманський богослов Аль-Шуайб, який після своєї смерті в 1176 році став вважатись покровителем міста.
У 1252 році місто потрапило під владу Маринідів, у 1362 році вперше обнесене муром, у 1374 році потрапило в залежність від Ваттасидського султанату зі столицею у Фесі. В 1461 Аземмур знову був додатково укріплений.
Починаючи з 1480 року на Аземмур, що розташовувався біля гирла однієї з найбільших річок Магриба і тому мав важливе стратегічне значення, почали нападати європейці, спочатку іспанці, а 1481 року місто захопили португальці. До 1486 року Аземмур перебував у залежності від марокканського султана у Фесі. У 1486 році місто визнало свій васалитет і стало данником португальського короля Жуана II.
У 1513 році намісник Аземмура Мулай Заям відмовився платити данину португальцям і зібрав для захисту міста потужну, добре оснащену армію. Король Португалії Мануел I відповів на цей виклик, відправивши величезний флот з 500 кораблів і 15 тисяч солдатів на чолі з Жайме, герцогом Браганським. Після того, як португальці перемогли в битві при Аземмурі, 2 вересня 1513 року мешканці міста без опору відкрили перед ними ворота Аземмура. Серед португальських солдатів був присутній Фернан Магеллан, що пізніше перейшов на іспанську службу і очолив перше навколоземне плавання. В бою Магеллан втратив коня і був важко поранений списом в коліно. Португальський контроль над містом тривав лише короткий період і у 1541 році Жуан III залишив місто через економічні труднощі його двору.
Після цього місто потрапило під владу марокканських султанів, спочатку Саадитів, а з середини XVII ст. — Алавітів.
З 1912 року до проголошення незалежності Марокко (2 березня 1956 року) знаходилось в зоні французького протекторату Марокко, і повністю втратило будь-яке економічне та стратегічне значення.
В Аземмурі традиційно зберігалося велике єврейське населення, що у повному складі емігрувало до Ізраїлю в 1967 році в результаті гонінь, що відбулися відразу після Шестиденної війни.

## Географія
Аземмур розташований на річці Умм-ер-Рбія за 75 кілометрів на захід від Касабланки.
Пляжи Аземмура є популярним місцем для заняття серфінгом та кайтсерфінгом. В районі Аземмура поширені евкаліпти і сосни.

## Культура
Починаючи з 2007 року у березні в Аземмурі щорічно проводиться весняний фестиваль. Покровителем Аземмура вважається Абу Шуайб. Його мавзолей був побудований за наказом Мухаммеда III. Стіни старого міста прикрашені кількома місцевими художниками У місті є португальська медина, яка складається з трьох частин: єврейської мелли, касби та старої медини Старовинний маяк під назвою Сіді Бубекер розташований за 8 кілометрів на північ від Аземмура.

## Відомі мешканці
- Естеваніко, також знаний як Мавр Естебан — чорношкірий раб, що був проданий іспанцям і в 1527 році вирушив у мандрівку з іспанською експедицією до Північної Америки. Він є першим відомим африканцем, який подорожував з дослідниками до Північної Америки і був одним із чотирьох чоловіків, що із кількох сотень екіпажу пережили кораблетрощі біля узбережжя Флориди та Техасу, напади і полон індіанців та інші невдачі протягом шести років, перш ніж він і залишки його загону досягла остаточного пункту призначення в іспанському колоніальному містечку[3][16].
- Абдалла Ларуі — марокканський історик, прозаїк і філософ

## Галерея

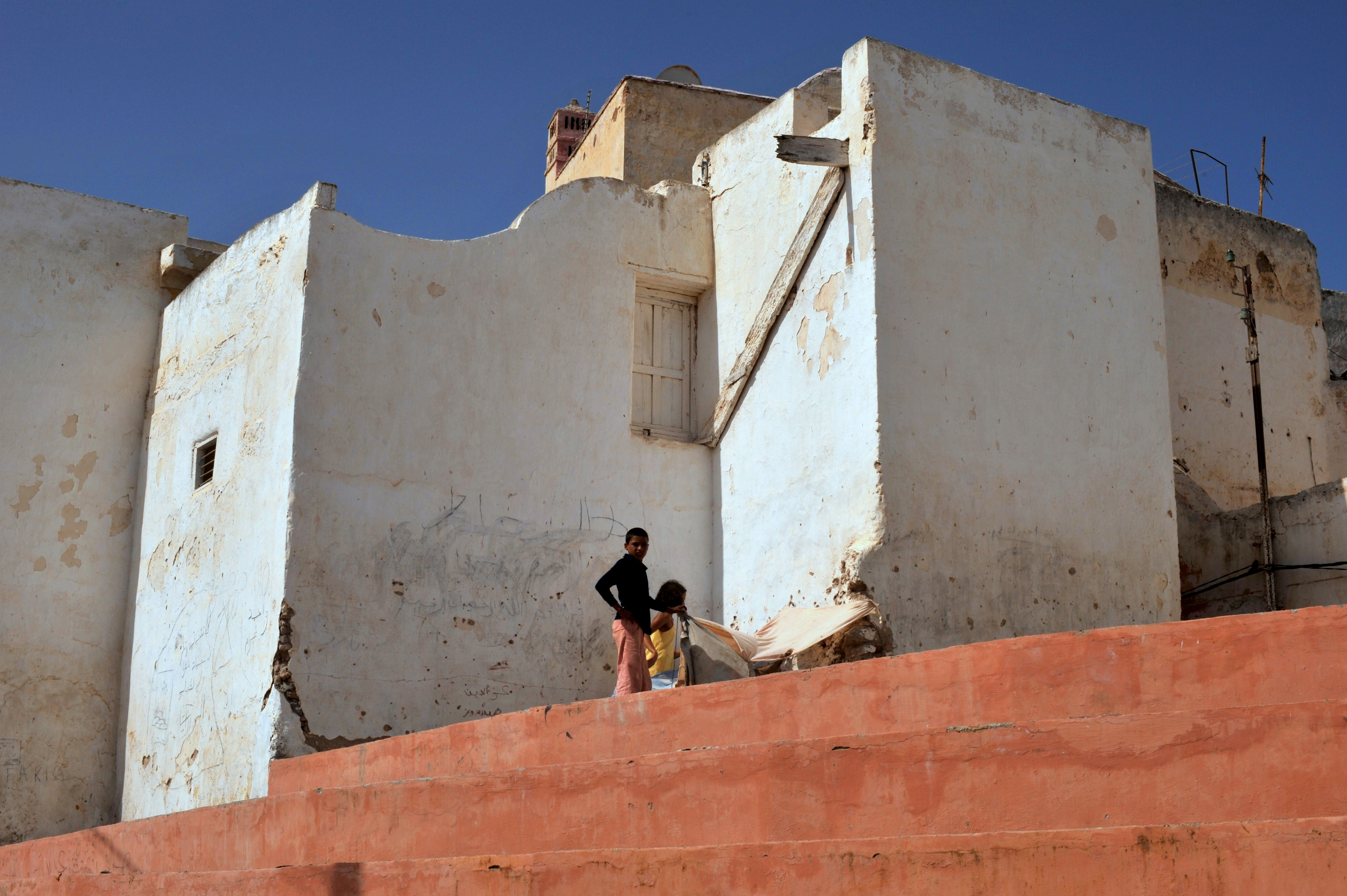
Старе місто Аземмура
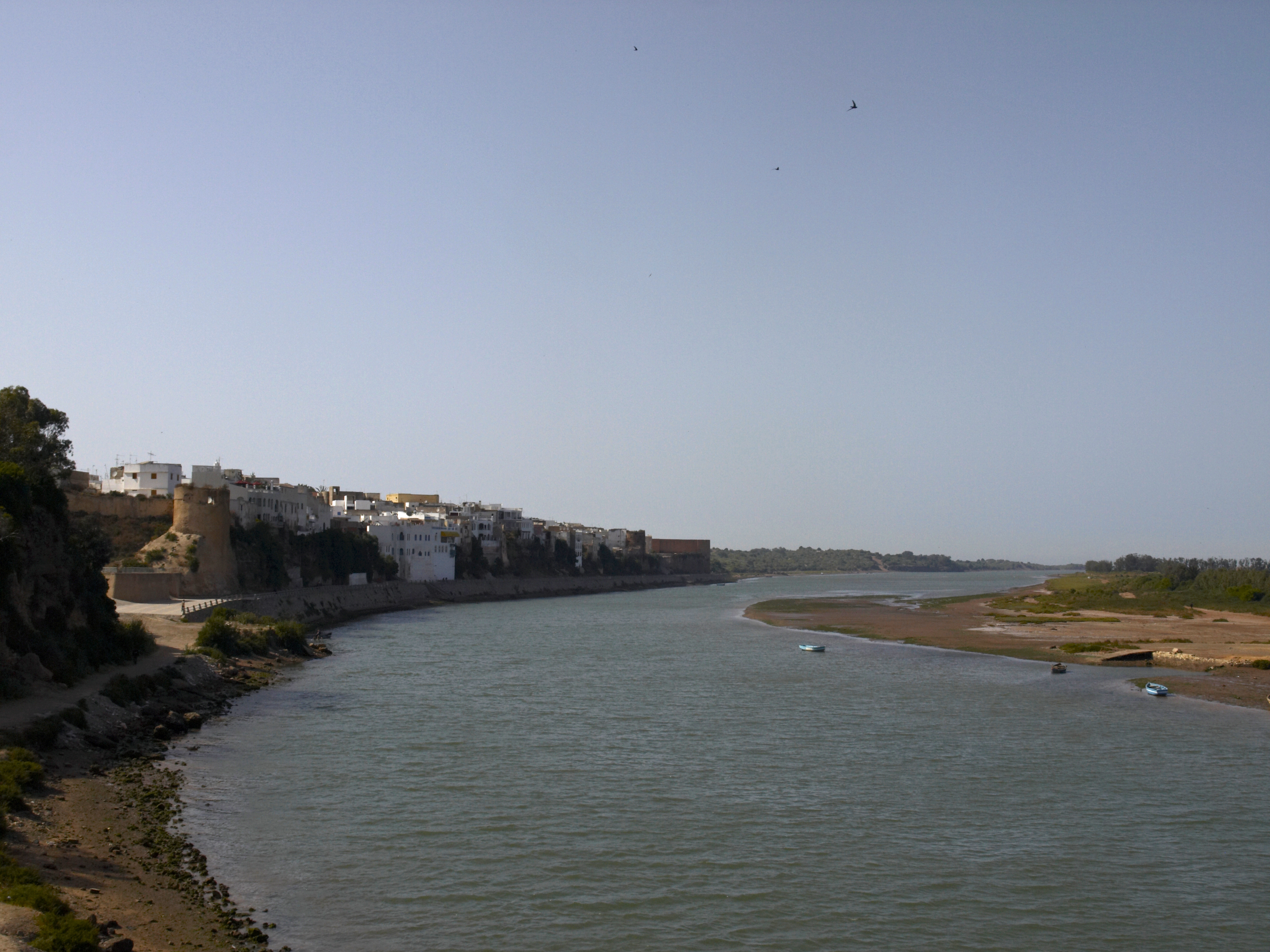
Вид на Аземмур з річки Умм-ер-Рбія
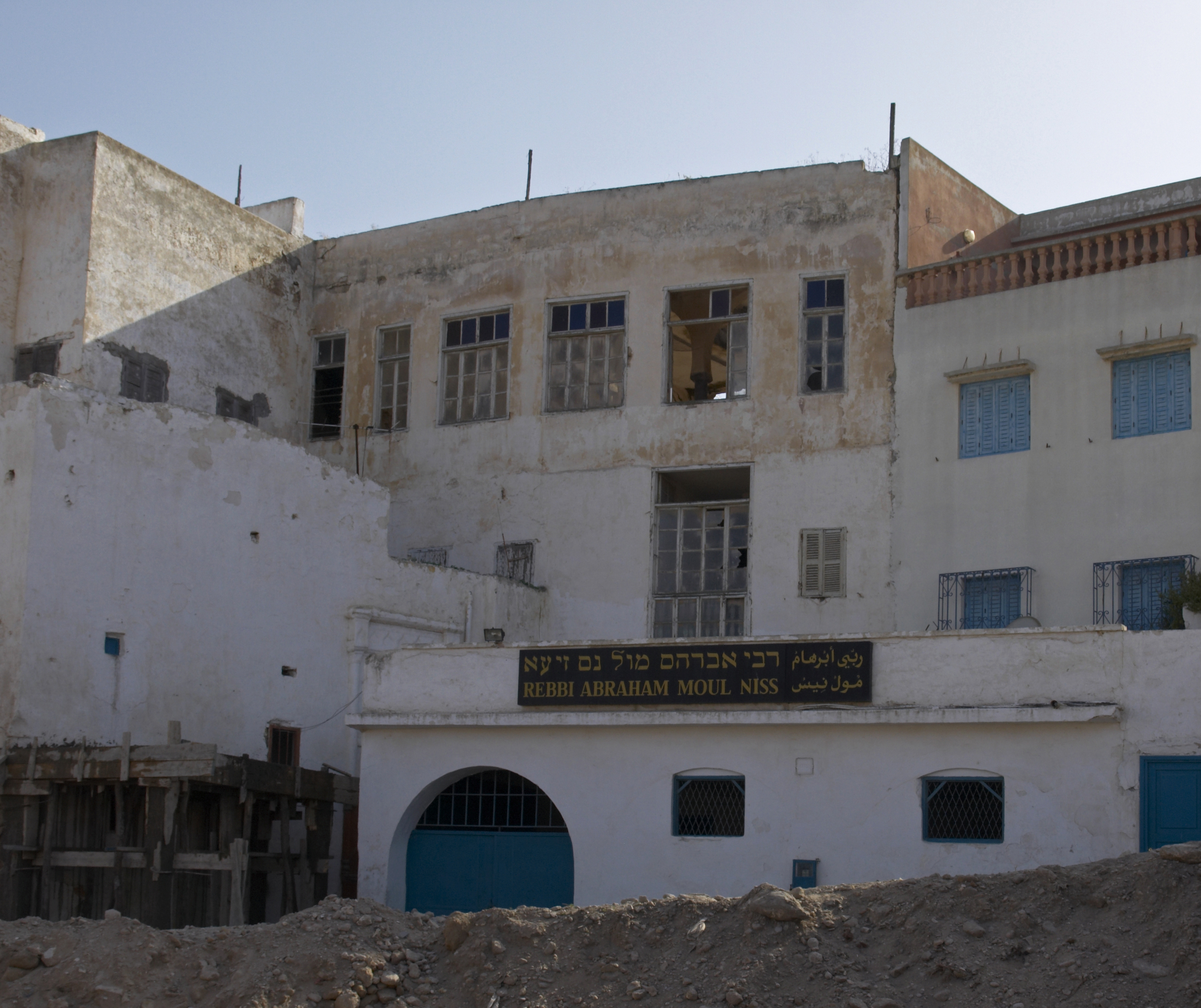
Синагога.
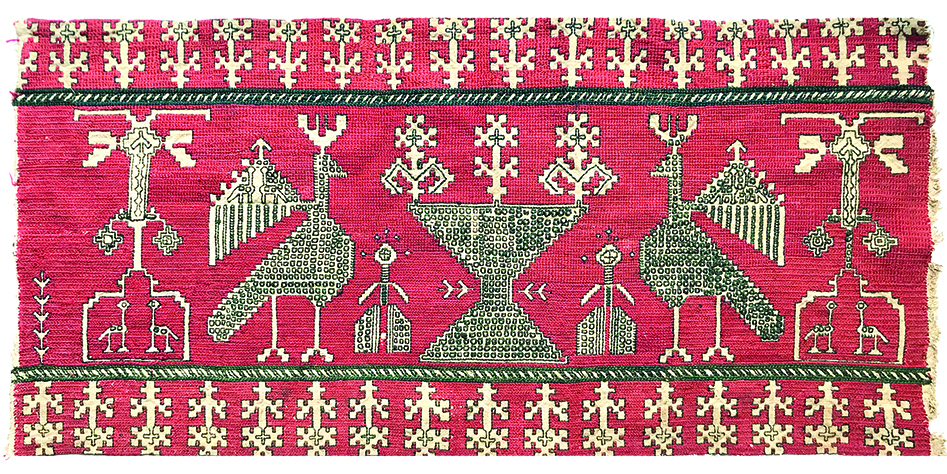
Аземмурська вишивка, XVIII ст
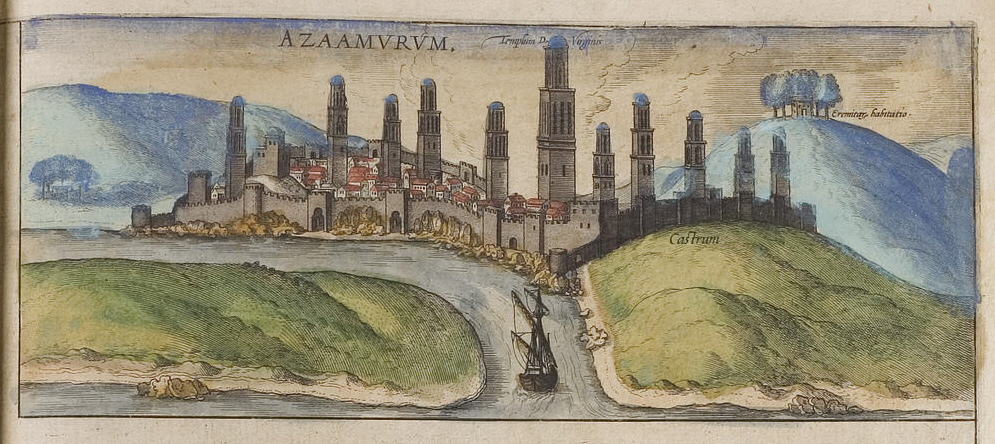
Аземмур XVI ст.